# Дмитриево (Ковровский район)
Дмитриево — деревня в Ковровском районе Владимирской области России, входит в состав Новосельского сельского поселения.

## География
Деревня расположена в 13 км на юго-запад от центра поселения посёлка Новый и в 21 км на юго-запад от райцентра города Ковров, близ автодороги М-7 «Волга».

## История
В XIX — первой четверти XX века деревня входила в состав Клюшниковской волости Ковровского уезда. В 1859 году в деревне числилось 39 дворов, в 1905 году — 65 дворов, в 1926 году — 76 дворов.
С 1929 года деревня являлась центром Дмитриевского сельсовета Ковровского района,  с 1954 года — в составе Клюшниковского сельсовета, с 1972 года — в составе Новосельского сельсовета, с 2005 года — в составе Новосельского сельского поселения.

## Население
| 1859 | 1905 | 1926 | 2002 | 2010 | 2021 |
| ---- | ---- | ---- | ---- | ---- | ---- |
| 373  | ↗594 | ↘357 | ↘109 | ↘100 | ↘78  |

## Инфраструктура
В деревне расположены фельдшерско-акушерский пункт, отделение федеральной почтовой связи.